# Francisco José Furtado
Francisco José Furtado (Oeiras, 3 de agosto de 1818 — Rio de Janeiro, 20 de julho de 1870) foi um juiz e político brasileiro.
Foi ministro da Justiça (ver Gabinete Zacarias I), presidente do Conselho de Ministros (16º Gabinete), deputado geral, presidente de província e senador do Império do Brasil de 1864 a 1870.

## Gabinete de 31 de agosto de 1864
Mais Informações: Gabinete Furtado
Foi Presidente do Conselho de Ministro e simultaneamente ministro da Justiça
- Ministro dos Negócios do Império: José Liberato Barroso
- Ministro dos Estrangeiros: Carlos Carneiro de Campos, João Pedro Dias Vieira
- Ministro da Marinha: Francisco Xavier Pinto de Lima
- Ministro da Guerra: Henrique Pedro Carlos de Beaurepaire-Rohan, José Egídio Gordilho de Barbuda Filho
- Ministro da Agricultura, Comércio e Obras Públicas: Jesuíno Marcondes de Oliveira e Sá
- Ministro da Fazenda: Carlos Carneiro de Campos